# مستحرة مكورة عميقة
مستحرة مكورة عميقة (الاسم العلمي:Thermococcus profundus) هي نوع من العتائق تتبع جنس المستحرة المكورة من فصيلة المستحرات المكورة.